# Void Linux
Void Linux独立系Linuxディストリビューションで、パッケージマネージャには一から設計・実装されたX Binary Package System (XBPS) パッケージマネージャを使用し、initシステムにはrunitを使用する。Void Linuxのbaseインストールは、カーネルに含まれるバイナリ・ブロブを除き全てが自由ソフトウェアから構成される（ただしユーザーはプロプライエタリソフトウェアをインストールするための、公式non-freeリポジトリへアクセスすることもできる）。

## 歴史
Void Linuxは2008年に元NetBSDの開発者であったJuan Romero Pardinesにより、XBPSパッケージマネージャのテストベッドとして作成された。xbps-srcを使用してソースからパッケージをネイティブビルドする機能は、pkgsrcやその他のBSD Portsコレクションに影響を受けたと思われる。
2018年5月、プロジェクトリーダーから数ヶ月間連絡がなかったため、本プロジェクトは新しいウェブサイトとリポジトリへと移動された。
2024年時点ではDistroWatchにおいてVoid Linuxは最も評価の高いプロジェクトとなっており、スコアは10点満点中9.26点である。glibcかmuslのいずれかを使用するソフトウェアリポジトリとインストールメディアが利用可能という点においてもディストリビューション中で独特である。

## 特徴
Void Linuxはinitシステムに、他のディストリビューションでは広く普及しているsystemdに代わってrunitを使用している。
Void Linuxはデフォルトの暗号ライブラリとしてLibreSSLを組み込んだ最初のディストリビューションであったが、2021年2月にVoid Linuxチームは2021年5月5日をもってVoid Linuxの暗号ライブラリをOpenSSLへ戻すことを発表した。その理由としては、主にOpenSSLで動作するよう書かれたソフトウェアへのパッチ適用プロセスに問題があったこと、いくつかの最適化のサポート、および新しいアルゴリズムへの早期アクセスが挙げられた。OpenSSLへの切り替えはvoid-packagesリポジトリのGitHub issueで2020年8月に開始されたが、切り替えについての議論のほとんどはそのissueで行われていた。
Void Linuxはローリングリリースの性質を備えているため、ポイントリリースとは異なりVoid Linuxを起動するシステムはリポジトリからのバイナリ更新により最新に保たれる。ソースパッケージはGitHubで保守され、xbps-srcビルドシステムを使用してコンパイルされる。それらのソースパッケージは現在のシステムに縛られずにクリーンな環境で実行され、パッケージのほとんどは他のアーキテクチャ向けにクロスコンパイルできる。
2017年の4月時点においてVoid LinuxはFlatpakをサポートしており、これによって上流のリポジトリから最新のパッケージをインストールできる。

## エディション
Void Linuxはbaseイメージやflavorイメージとしてダウンロードできる。baseイメージには基本的なプログラムしか含まれないため、ユーザーは後から自身の環境を設定する。flavorイメージには設定済みのXfceデスクトップ環境が含まれる。Cinnamon、LXDE、LXQt、MATE、およびGNOMEは事前にパッケージ化されたLiveイメージとして提供されていたが、「テストに伴うオーバーヘッドを軽減する」という理由で既に提供されていない。
Liveイメージにはncursesベースのユーザインタフェースを提供するインストーラーが含まれる。デフォルトのルートシェルはDashである。
| プラットフォーム       | Cライブラリ | Cライブラリ | デスクトップ環境 |    |
| プラットフォーム       | glibc       | musl        | Xfce             |    |
| ---------------------- | ----------- | ----------- | ---------------- | -- |
| i686                   | Yes         | No          | Yes              |    |
| amd64                  | Yes         | Yes         | Yes              |    |
| ARMベース              |             |             |                  |    |
| Raspberry Pi 1/2/3/4/5 | Yes         | Yes         | No               | No |

## 派生
非公式のVoid Linux for PowerPC/Power ISA (Void-ppc) は、Void LinuxのPowerPCおよびPower ISA向けフォークであったが、2023年初めに終了した。これは32ビットと64ビットデバイス、ビッグエンディアンとリトルエンディアン、およびmuslとglibcをサポートしていた。Void-ppcは独自のビルドインフラストラクチャーとパッケージリポジトリを保守しており、全てのVoid Linuxのパッケージを、全ての環境でビルドすることを狙いとしていた。フォークとなった主な理由は、Void Linuxのビルドインフラストラクチャーにおける技術的問題であった。
Project TridentはVoid LinuxベースのLinuxディストリビューションであったが、2022年3月に開発が終了した。

## 反響
2023年2月にDistroWatchのJesse Smithは、「Voidディストリビューションは最も早く、最も軽量で、最も綺麗に設計されたLinuxディストリビューションの1つだ。私は使うのが楽しかった。全てがスリムで、効率的で、そして驚くほど速い」と述べ、さらに「Voidのソフトウェアリポジトリは比較的小さいが、そこには鍵となるアプリケーションのほとんどが存在する」とも述べた。